# Fusō (1914)
Fusō (jap. 扶桑) - japoński pancernik, okręt prototypowy typu Fuso (drugi okręt tego typu to "Yamashiro"). Brał udział w działaniach I i II wojny światowej.
W czasie I wojny światowej nie brał udziału w większych akcjach bojowych. W okresie międzywojennym zmodernizowany (m.in. przedłużony o ponad 7,5 metra, zmieniona maszynownia, przebudowana wieża dowodzenia na kształt charakterystycznej pagody, osiągając 46 metrów ).
Na początku II wojny światowej na Pacyfiku uznawany za przestarzały i zbyt wolny przebywał na wodach wysp macierzystych w czasie ataku na Pearl Harbor jako rezerwa strategiczna.
W czasie bitwy pod Midway w eskorcie Sił Aleuckich. Ratował rozbitków z "Mutsu".
W czasie bitwy w cieśninie Surigao zatopiony jedną lub dwiema torpedami wystrzelonymi z niszczyciela USS "Melvin" w wyniku eksplozji magazynów amunicyjnych.